# Alpke / Alpbach
Koordinaten: 51° 40′ 47″ N, 8° 7′ 19″ O

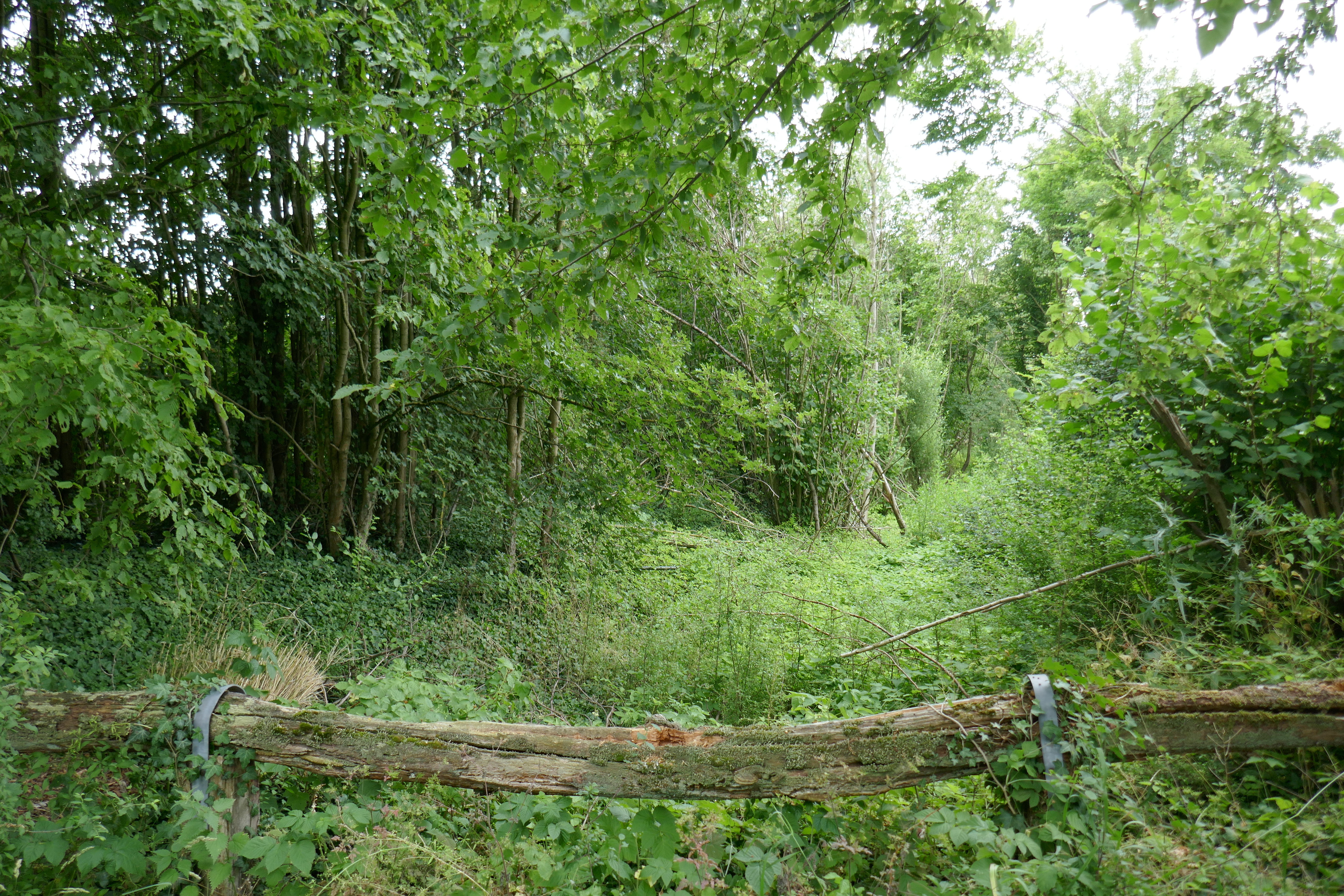
Reste einer Lanwehr im Schutzgebiet

Das Naturschutzgebiet Alpke / Alpbach liegt auf dem Gebiet der Gemeinde Lippetal im Kreis Soest in Nordrhein-Westfalen. Das Gebiet erstreckt sich nordwestlich von Herzfeld und nördlich von Kesseler direkt an der am östlichen Rand verlaufenden Landesstraße L 793. Durch das Gebiet verläuft die L 808 und fließt der Alpbach, südlich verläuft die L 822 und fließt die Lippe.

## Bedeutung
Für Lippetal ist seit 1990 ein 339,56 ha großes Gebiet unter der Schlüsselnummer SO-028 als Naturschutzgebiet ausgewiesen.